# خنافس العنكبوت
خنافس العنكبوت أو الهبونية (الاسم العلمي: Ptininae)، فُصيلة حشرات خنفسية من غمديات الأجنحة وفصيلة الهبونيات. تضم حوالي 70 جنسًا و600 نوع، مع حوالي 12 جنسًا و 70 نوعًا في أمريكا الشمالية في شمال المكسيك.